# شیائومی
شیائومی کورپوریشن (چینی: 小米集团) یک کورپوریشن چندملیتی چینی در زمینه فناوری است که دفتر مرکزی آن در پکن، چین قرار دارد. این شرکت به دلیل تولید لوازم الکترونیکی مصرفی، نرم‌افزار و وسیله نقلیه الکتریکی شهرت دارد. و تا به کنون محصولات زیادی تولید کرده است. شیائومی دومین تولیدکننده بزرگ تلفن‌های هوشمند در جهان پس از سامسونگ است و اکثر گوشی‌هایش از سیستم‌عامل شیائومی هایپر اواس (که قبلاً می‌یوآی نامیده می‌شد) استفاده می‌کنند. این شرکت در رتبه ۳۳۸ فهرست فورچون جهانی ۵۰۰ قرار دارد و جوان‌ترین شرکت این فهرست است. شیائومی به «اپل چین» معروف است.
شیائومی در سال ۲۰۱۰ توسط لی جون و شش همکار در پکن تأسیس شد. لی پیش‌تر شرکت کینگ‌سافت و جویو دات‌کام را تأسیس کرده بود که جویو را در سال ۲۰۰۴ به مبلغ ۷۵ میلیون دلار به آمازون فروخت. در اوت ۲۰۱۱، شیائومی اولین گوشی هوشمند خود را عرضه کرد و تا سال ۲۰۱۴، بزرگ‌ترین سهم بازار فروش گوشی‌های هوشمند در چین را به دست آورد. این شرکت ابتدا محصولات خود را فقط به‌صورت آنلاین می‌فروخت، اما بعدها فروشگاه‌های فیزیکی نیز باز کرد. تا سال ۲۰۱۵، شیائومی مجموعه گسترده‌ای از لوازم الکترونیکی مصرفی را توسعه داده بود. در سال ۲۰۲۰، این شرکت ۱۴۹٫۴ میلیون گوشی هوشمند فروخت و سیستم‌عامل MIUI (اکنون HyperOS) آن بیش از ۵۰۰ میلیون کاربر فعال ماهانه داشت. طبق گزارش Counterpoint، تا اوت ۲۰۲۴، شیائومی با سهم بازار حدود ۱۲ درصد، دومین فروشنده بزرگ گوشی‌های هوشمند در جهان است. این شرکت همچنین مجموعه‌ای از محصولات پوشیدنی تولید کرده و تولیدکننده عمده لوازم خانگی مانند تلویزیون، چراغ‌قوه، پهپاد و دستگاه تصفیه هوا است که با اکوسیستم اینترنت اشیاء و خانه هوشمند شیائومی یکپارچه شده‌اند.
شیائومی محصولاتش را به مدت ۱۸ ماه در بازار نگه می‌دارد، که طولانی‌تر از اکثر شرکت‌های دیگر است. این کار باعث می‌شود هزینه‌های تولید و توسعه بین تعداد بیشتری از محصولات فروخته‌شده تقسیم شود و قیمت‌ها پایین‌تر بماند. همچنین با مدیریت دقیق موجودی انبار (یعنی تولید به اندازه نیاز) و فروش لحظه‌ای (فروش‌های کوتاه‌مدت با تخفیف بالا) از انباشته شدن محصولات در انبار جلوگیری می‌کند. این روش هزینه‌های نگهداری موجودی را کاهش می‌دهد و به پایین ماندن قیمت‌ها کمک می‌کند.

## میزان فروش

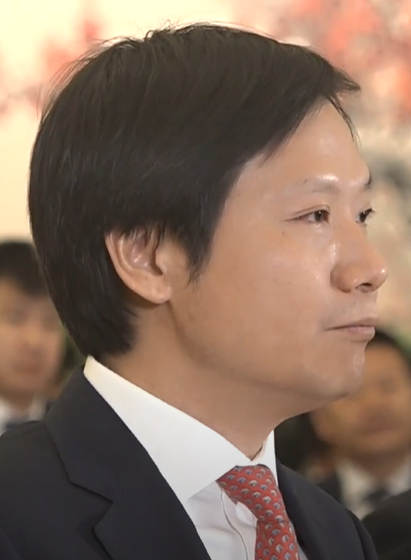
Lei Jun بنیان‌گذار شیائومی

شیائومی در سال ۲۰۲۰ توانست ۱۴۶٫۷ میلیون دستگاه تلفن هوشمند، به فروش برساند. تا اوت ۲۰۲۱، سیستم‌عامل اختصاصی شیائومی موسوم به می‌یوآی، ماهانه بیش از ۴۵۰ میلیون کاربر فعال دارد.
در سه‌ماهه دوم ۲۰۲۱، شیائومی با گذشتن از اپل، توانست به دومین فروشنده تلفن‌های هوشمند در جهان تبدیل شود و ۱۷ درصد از بازار جهانی این محصول را در اختیار گرفت. بنیان‌گذار و مدیرعامل شرکت، لی جون، بیست و سومین مرد ثروتمند چین بنابر اعلام مجله فوربس است. شیائومی، جوان‌ترین شرکت در فهرست فورچون جهانی ۵۰۰ است و در رتبه ۳۳۸ این فهرست، قرار دارد.
این شرکت تا ۳۱ دسامبر ۲۰۲۰، بیش از ۲۲٬۰۷۴ کارمند دارد.

## محصولات

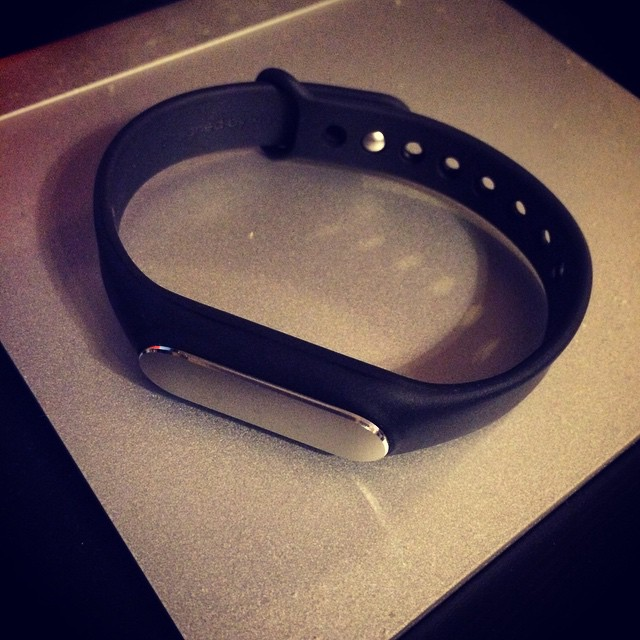
نمونه ای از Mi bandهای شیائومی

شیائومی در تولید گوشی‌های هوشمند توانسته در سال‌های اخیر مشتریان زیادی جذب خود کند و یکی از پرفروش‌ترین شرکت‌ها در زمینه فروش گوشی‌های هوشمند باشد.
امروزه خانوادهٔ xiaomi پرچم‌داران و مهم‌ترین گوشی‌های این شرکت هستند و Poco - Redmi دیگر محصولات می‌باشند.
در سال ۲۰۱۰، شرکت شیائومی با معرفی اولین گوشی هوشمند خود با نام Mi 1، وارد بازار تلفن همراه شد. این گوشی با قیمتی بسیار مناسب و با سخت‌افزار بسیار قوی، مورد استقبال بسیاری از کاربران قرار گرفت. پس از معرفی این گوشی، شرکت شیائومی به‌سرعت به یکی از بزرگ‌ترین شرکت‌های تولیدکننده گوشی‌های هوشمند در چین تبدیل شد.
Mi(Xiaomi) در سال ۲۰۱۵ توانست رکورد فروش بیشترین گوشی در ۲۴ ساعت را از آن خود کند که همین امر به ثبت رکورد گینس به نام این شرکت منجر شد. این شرکت در میان مردم به «اپل شرق» شهرت یافته است.

## فروشگاه اپلیکیشن‌ها
این شرکت در اکتبر ۲۰۱۴ اقدام به راه‌اندازی فروشگاه اختصاصی اپلیکیشن برای سیستم عامل اندروید در گوشی‌های شیائومی نمود که توانست تنها ظرف چند ماه رقم دانلود بسیار بالایی را به خود اختصاص دهد. اپلیکیشن استور شیائومی که اکنون تنها به کاربران چینی خدمات می‌دهد هم‌اکنون در هر روز به‌طور متوسط ۵۰ میلیون دانلود اپلیکیشن از آن صورت می‌پذیرد و آمارها نشان می‌دهد که در استور یادشده تنها بیش از ۳۰۰۰ اپلیکیشن به‌صورت ویژه برای تبلت Mi Pad این شرکت توسعه داده شده‌اند. در نوامبر ۲۰۱۴ شیائومی برای ۱۰ میلیاردمین دانلودی که از این فروشگاه صورت گرفت، جشن ویژه‌ای را برپا نمود.

## نوآوری و توسعه
در بررسی سالانه شاخص‌های مالکیت معنوی جهانی WIPO در سال ۲۰۲۱، شیائومی با ۲۱۶ طرح در ثبت طرح‌های صنعتی که تحت سیستم لاهه در طول سال ۲۰۲۰ منتشر شد، رتبه دوم را در جهان کسب کرد. این موقعیت نسبت به رتبه سوم قبلی آنها در سال ۲۰۱۹ برای ۱۱۱ ثبت طرح صنعتی منتشر شده است.
در ۸ فوریه ۲۰۲۲، لی بیانیه‌ای در Weibo منتشر کرد تا برنامه‌های شیائومی را برای ورود به بازار گوشی‌های هوشمند پیشرفته و پیشی گرفتن از اپل به عنوان برترین فروشنده گوشی‌های هوشمند برتر در چین طی سه سال آینده اعلام کند. برای دستیابی به این هدف، شیائومی ۱۵٫۷ میلیارد دلار در تحقیق و توسعه طی پنج سال آینده سرمایه‌گذاری خواهد کرد و این شرکت محصولات و تجربه کاربری خود را با خطوط تولید اپل مقایسه خواهد کرد. لی پس از کاهش سهم بازار شیائومی در چین طی سه‌ماهه متوالی از ۱۷ درصد به ۱۴ درصد بین سه‌ماهه دوم و سوم ۲۰۲۱، در پست خود در Weibo، استراتژی جدید را «نبرد مرگ یا زندگی برای توسعه ما» توصیف کرد
طبق گزارش اخیر Canalys، شیائومی پیشتاز فروش گوشی‌های هوشمند هند در سه‌ماهه اول است. شیائومی یکی از رهبران سازندگان گوشی‌های هوشمند در هند است که مقرون به صرفه بودن دستگاه را حفظ می‌کند.
در سال ۲۰۲۲، شیائومی نمونه اولیه ربات انسان نما این شرکت را اعلام کرد و در معرض دید عموم قرار داد، در حالی که وضعیت فعلی ربات در توانایی‌های آن بسیار محدود است، این اعلامیه برای نشان دادن جاه طلبی‌های شرکت‌ها برای ادغام هوش مصنوعی در طراحی محصولات خود و همچنین توسعه آن اعلام شد. پروژه ربات انسان نما آنها به آینده.
در سال ۲۰۲۱، شیائومی سرمایه‌گذاری ۱۰ میلیارد دلاری در خودروهای الکتریکی (EVs) را اعلام کرد. در اواخر سال ۲۰۲۳، Xiaomi Auto از اولین خودروی تولیدی خود، Xiaomi SU7، رونمایی کرد و هدف خود را برای تبدیل شدن به یکی از پنج خودروساز بزرگ جهان اعلام کرد. در ۲۸ مارس ۲۰۲۴، شیائومی رسماً سدان SU7 را در پکن عرضه کرد. SU7 شیائومی بر اساس قرارداد با گروه BAIC تولید شد. شیائومی مجوز تولید خودروهای الکتریکی را در ژوئیه ۲۰۲۴ دریافت کرد و به آن اجازه داد تا به‌طور مستقل خودروهای الکتریکی خود را تولید کند. کارخانه EV شیائومی، واقع در منطقه توسعه اقتصادی-تکنولوژیکی پکن، حول سیستم دایکاست یکپارچه اختصاصی خود، Hyper Die-Casting 79100 Cluster متمرکز شده است. طبق گزارشات، این به کارخانه اجازه می‌دهد تا هر ۷۶ ثانیه یک SU7 را هنگامی که با ظرفیت کامل کار می‌کند تولید کند.[ شیائومی در لیست شرکت‌های تأثیرگذار تایم ۲۰۲۴ قرار گرفت.
در سال ۲۰۲۱، هارمن کاردون با شیائومی برای جدیدترین گوشی هوشمند خود همکاری کرد. سری Mi 11 شیائومی اولین گوشی‌های هوشمندی هستند که با تنظیم بلندگوی دوگانه تنظیم‌شده توسط Harman Kardon ارائه می‌شوند.
در سال ۲۰۲۲، دوربین لایکا وارد یک شراکت استراتژیک با شیائومی شد تا به‌طور مشترک دوربین‌های لایکا را برای استفاده در گوشی‌های هوشمند پرچم‌دار شیائومی توسعه دهد و موفق به مشارکت هواوی و لایکا شد. اولین گوشی‌های هوشمند پرچم‌دار تحت این همکاری جدید، Xiaomi 12S Ultra و Xiaomi MIX Fold 2 بودند که به ترتیب در جولای و اوت ۲۰۲۲ عرضه شدند.
در سال ۲۰۲۱، شیائومی شروع به همکاری با کارگردانان برای ساخت فیلم‌های کوتاه کرد که تماماً با استفاده از خط تلفن‌های شیائومی Mi 11 فیلمبرداری شده بودند. در سال ۲۰۲۲، آنها دو شورت با جسیکا هنویک ساختند. اولی، دختر اتوبوس برنده چندین جایزه شد. و در فهرست طولانی بهترین فیلم کوتاه بریتانیایی در بفتای ۲۰۲۳ قرار گرفت.A